# Holy Cross Cemetery, Culver City

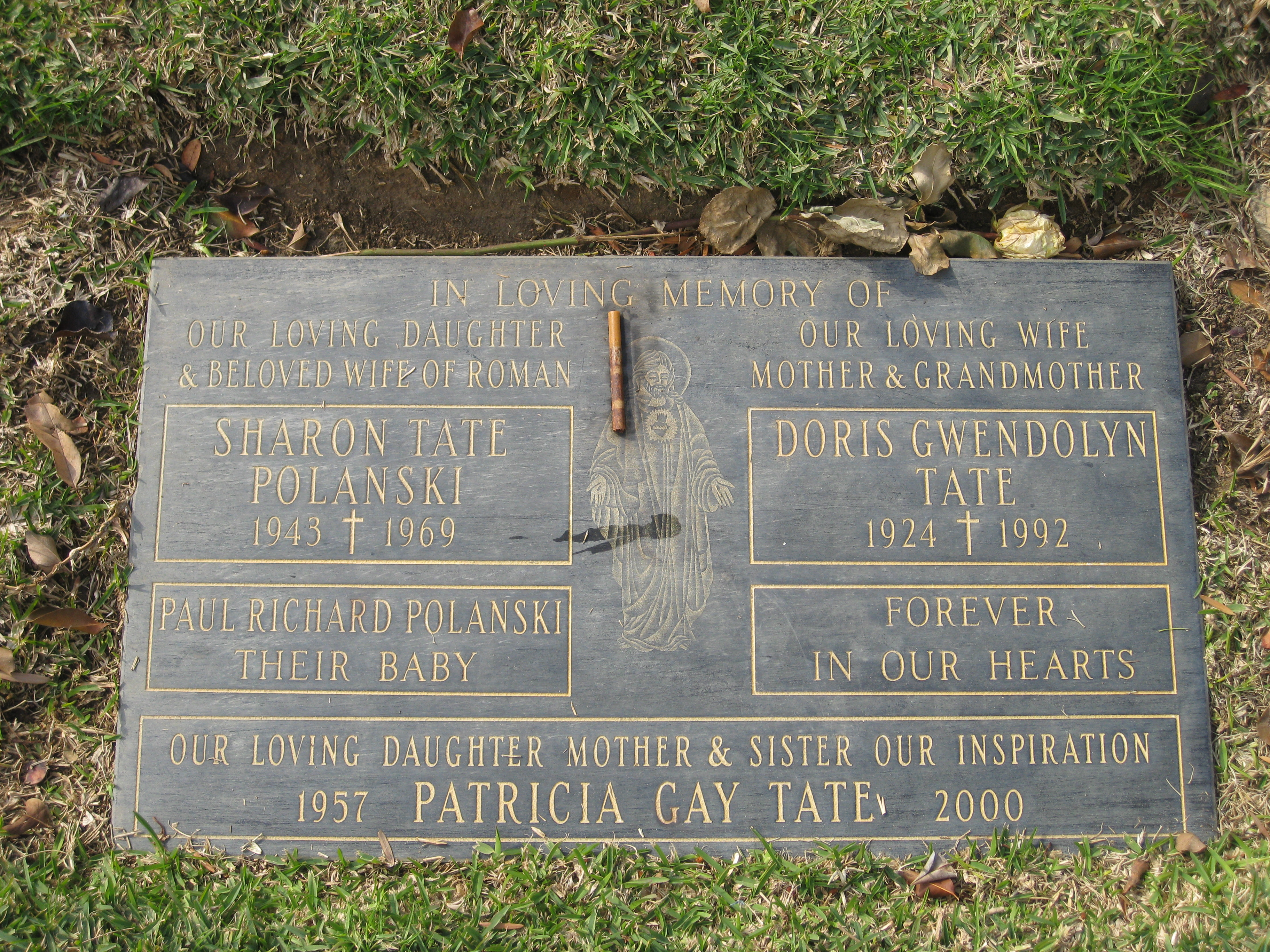
Familjegrav där bland andra Sharon Tate, hennes och Roman Polanskis ofödde son vilar.

Holy Cross Cemetery är en romersk-katolsk kyrkogård belägen på 5835 West Slauson Avenue i Culver City, Kalifornien. Kyrkogården invigdes 1939 och många framstående artister är begravda där. 

## Kända begravda personer i urval

### A
- Frank Albertson (1909–1964), skådespelare
- Sara Allgood (1879–1950), skådespelare
- Mary Astor (1906–1987), skådespelare

### B
- Ray Bolger (1904–1987), skådespelare och dansare
- Fortunio Bonanova (1895–1969), skådespelare
- Charles Boyer (1899–1978), skådespelare
- Daws Butler (1916–1988), skådespelare och röstskådespelare

### C
- John Candy (1950–1994), skådespelare och komiker
- Macdonald Carey (1913–1994), skådespelare
- Walter Catlett (1889–1960), skådespelare
- Hobart Cavanaugh (1886–1950), skådespelare
- D. Worth Clark (1902–1955), amerikansk senator (1939–1945)
- Pinto Colvig (1892–1967), skådespelare och röstskådespelare
- Jackie Coogan (1914–1984), skådespelare
- Darby Crash (1958–1980), musiker
- Bing Crosby (1903–1977), skådespelare och sångare

### D
- Bobby Day (1928–1990), sångare
- William Dozier (1908–1991), producent
- Jimmy Durante (1893–1980), skådespelare och komiker

### F
- John Farrow (1904–1963), regissör, make till Maureen O’Sullivan och far till Mia Farrow
- John Ford (1894–1974), regissör
- Wallace Ford (1898–1966), skådespelare
- Gene Fowler (1890–1960), författare

### G
- James Gleason (1882–1959), skådespelare
- Bonita Granville (1923–1988), skådespelare
- Robert Greig (1879–1958), skådespelare

### H
- Jack Haley (1898–1979), skådespelare och komiker
- Henry Hathaway (1898–1985), regissör och producent
- June Haver (1926–2005), skådespelare
- Rita Hayworth (1918–1987), skådespelare och dansare
- Hugh Herbert (1887–1952), skådespelare och komiker
- Taylor Holmes (1878–1959), skådespelare
- Allison Hayes (1930-1977), skådespelerska

### J
- Spike Jones (1911–1965), musiker och komiker

### K
- Edgar Kennedy (1890–1948), skådespelare och komiker

### L
- Mario Lanza (1921–1959), skådespelare och sångare
- Margaret Lindsay (1910–1981), skådespelare
- Gene Lockhart (1891–1957), skådespelare
- Bela Lugosi (1882–1956), skådespelare
- William Lundigan (1914–1975), skådespelare

### M
- Donald MacBride (1889–1957), skådespelare
- Fred MacMurray (1908–1991), skådespelare
- Al Martino (1927–2009), sångare
- Leo McCarey (1898–1969), regissör
- Stephen McNally (1913–1994), skådespelare
- Ann Miller (1923–2004), skådespelare och dansare
- Millard Mitchell (1903–1953), skådespelare
- Ricardo Montalbán (1920–2009), skådespelare
- Alan Mowbray (1896–1969), skådespelare

### O
- Edmond O'Brien (1915–1985), skådespelare
- Kid Ory (1886–1973), musiker, Dixieland jazz

### P
- George Pal (1908–1980), regissör och producent
- Hermes Pan (1910–1990), koreograf och dansare
- Louella Parsons (1881–1972), skribent
- Chris Penn (1965–2006), skådespelare
- Jean Peters (1926–2000), skådespelare
- ZaSu Pitts (1894–1963), skådespelare och komiker

### R
- Rosalind Russell (1907–1976), skådespelare
- Ann Rutherford (1917–2012), skådespelare

### S
- Mack Sennett (1880–1960), regissör och skådespelare
- Jo Stafford (1917–2008), sångare

### T
- Sharon Tate (1943–1969), skådespelare

### W
- Robert Warwick (1878–1964), skådespelare
- Ned Washington (1901–1976), låtskrivare
- Paul Weston (1912–1996), bandledare, arrangör och kompositör (make till Jo Stafford)

### Y
- Loretta Young (1913–2000), skådespelare